# Antonio Miró Quesada de la Guerra
Pour les articles homonymes, voir Miro et Quesada.
Antonio Miró Quesada de la Guerra (7 avril 1875, Callao - 15 mai 1935, Lima) est un diplomate et homme politique péruvien.

## Biographie
Il est président de la Chambre des députés en 1906 et 1910, puis président du Sénat en 1918.

### Sources
- (es) Cet article est partiellement ou en totalité issu de l’article de Wikipédia en espagnol intitulé « Antonio Miró Quesada de la Guerra » (voir la liste des auteurs).